# Port du Crouesty

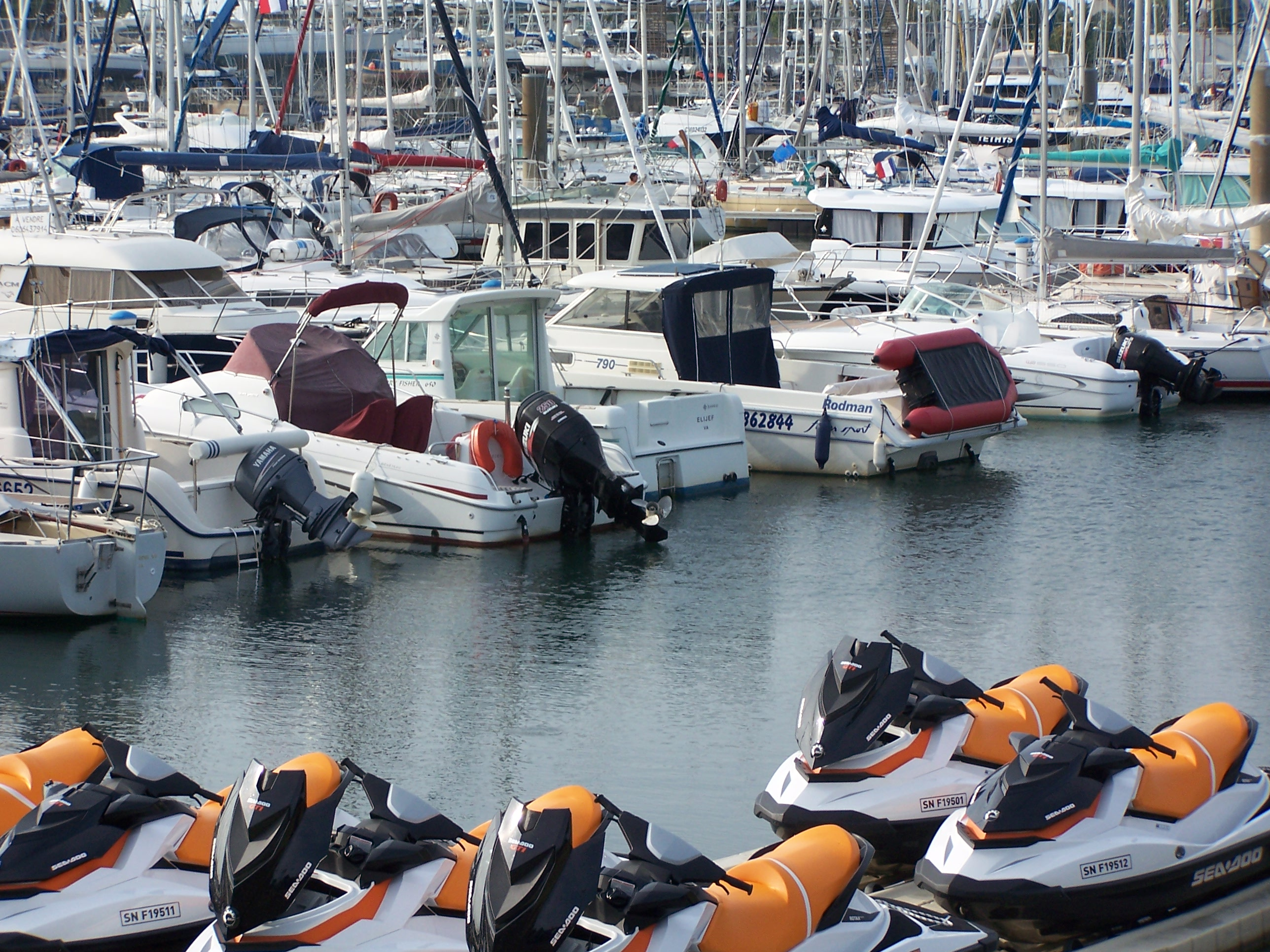
Bateaux amarrés au port du Crouesty.

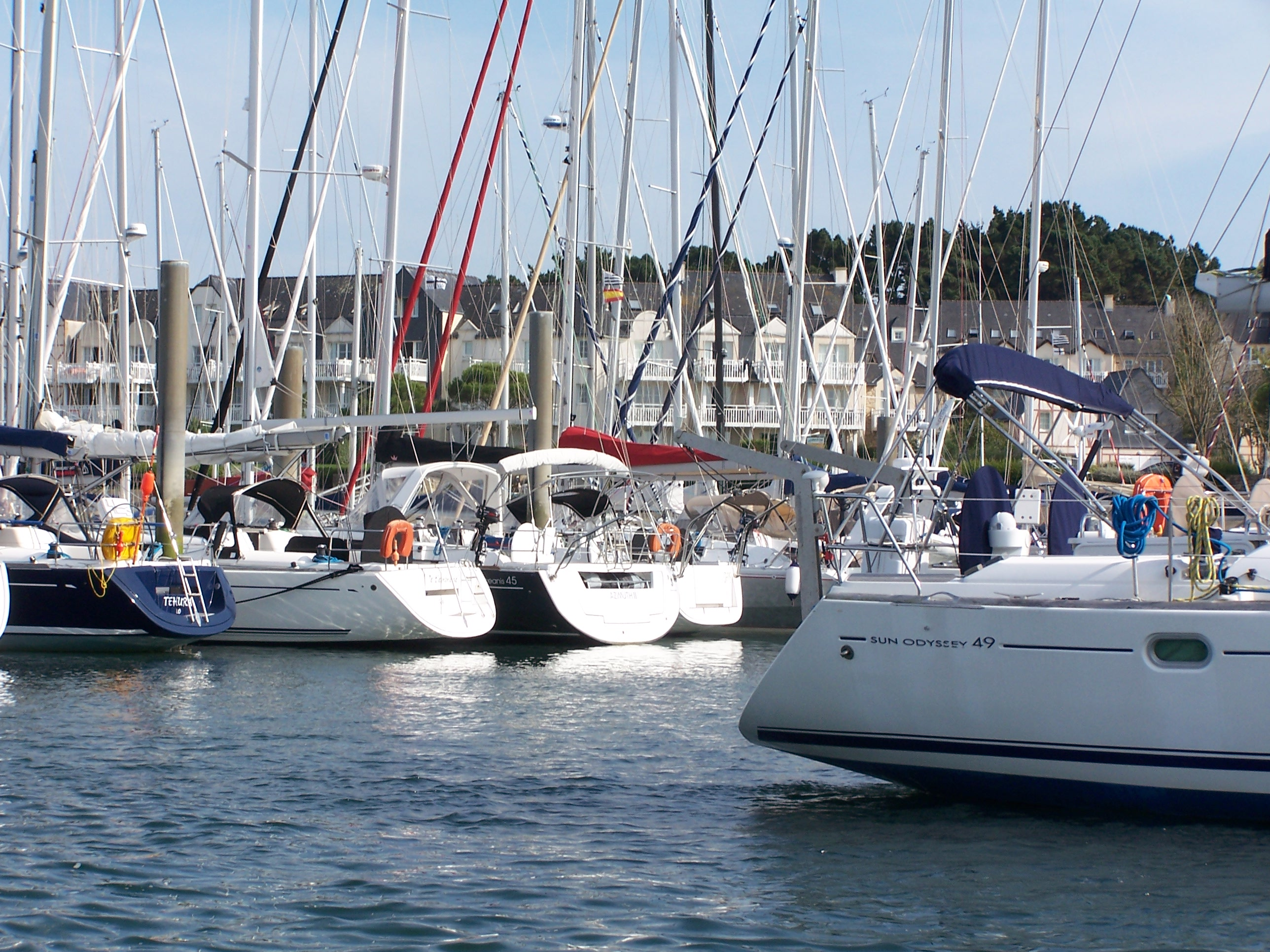
Le port du Crouesty.

Le port du Crouesty est un port de plaisance créé en 1973 sur l'emplacement d'une zone marécageuse (une ancienne lagune) située à l'entrée du golfe du Morbihan sur le territoire de la commune d'Arzon.

## Historique
Avec le port était construit dès le début un ensemble d'immeubles à destination touristique. Ne bénéficiant pas de l'ensoleillement méditerranéen, l'opération a été durant de longues années un échec. Puis l'attirance croissante des zones littorales et l'engouement pour les abords du golfe du Morbihan et de Mor braz ont progressivement attiré une clientèle souvent argentée.

## Port de plaisance

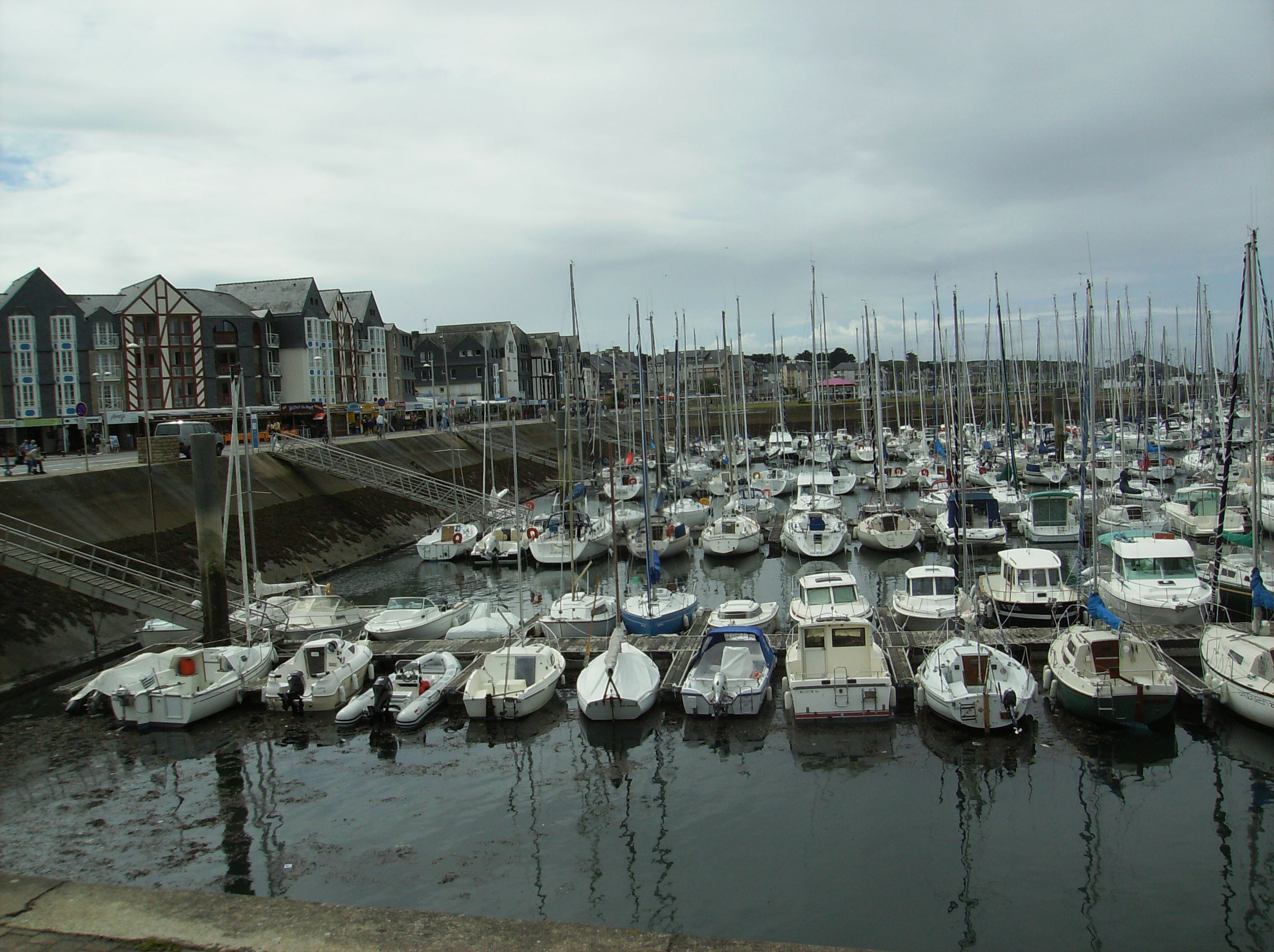
Le port de plaisance

Aujourd'hui le port de plaisance, qui a été agrandi récemment, peut abriter 1 500 bateaux de plaisance sur pontons et 600 places à terre ce qui en fait le plus grand port de plaisance de Bretagne. Un centre de thalassothérapie est installé à proximité du port.

## L'alignement pour rentrer au port
On rentre au port par un alignement de deux feux codifiés Q 19M sur la carte marine no 7033 du SHOM ce qui signifie : feu scintillant dont la portée est de 19 milles nautiques.

## Mille Sabords
Chaque premier weekend du mois de novembre, le plus grand événement de vente de bateaux d'occasion se tient sur le port du Crouesty. Il rassemble plusieurs centaines de vendeurs de voiliers et de petits bateaux à moteur.

## Galerie

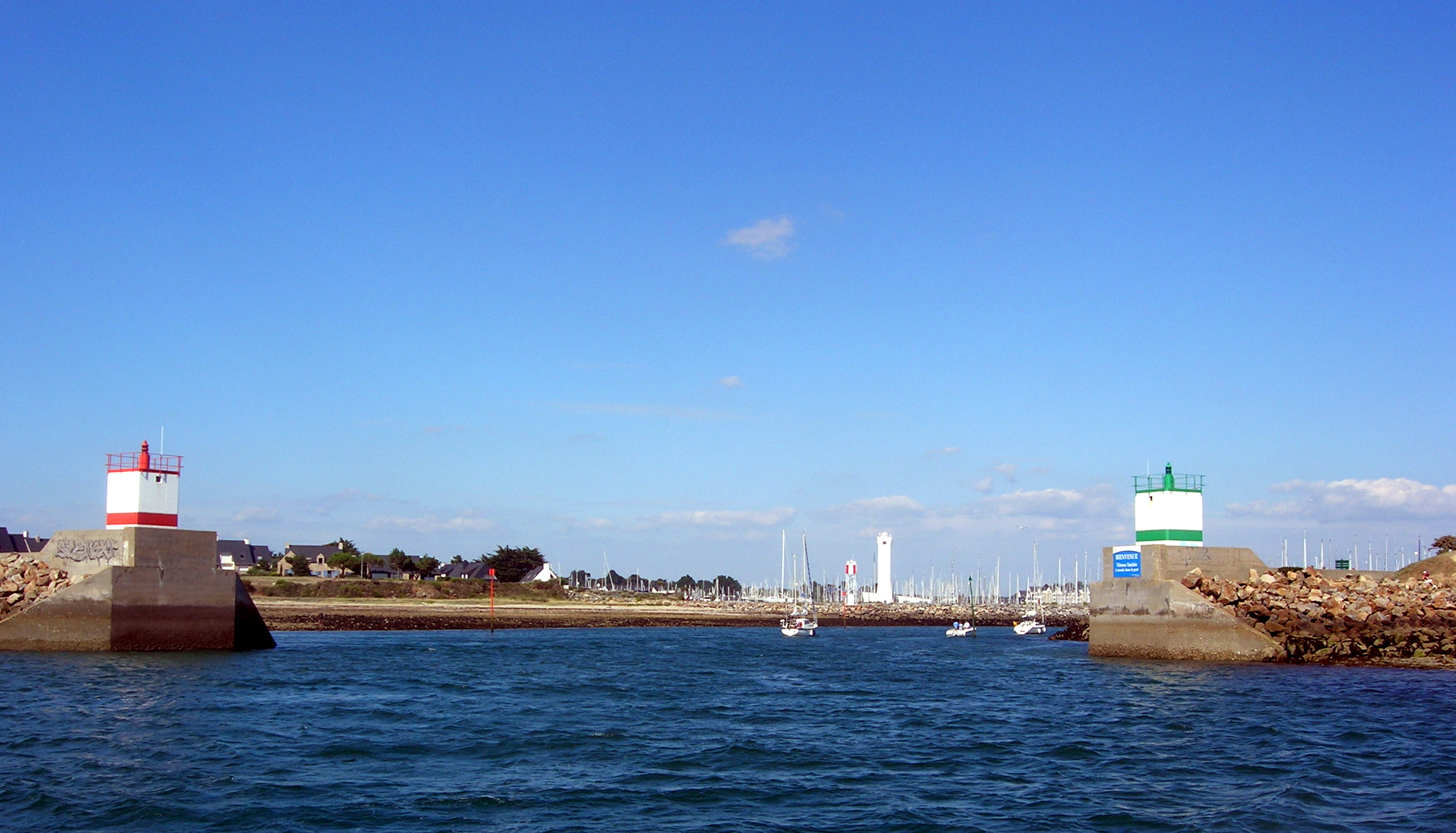
Entrée du port
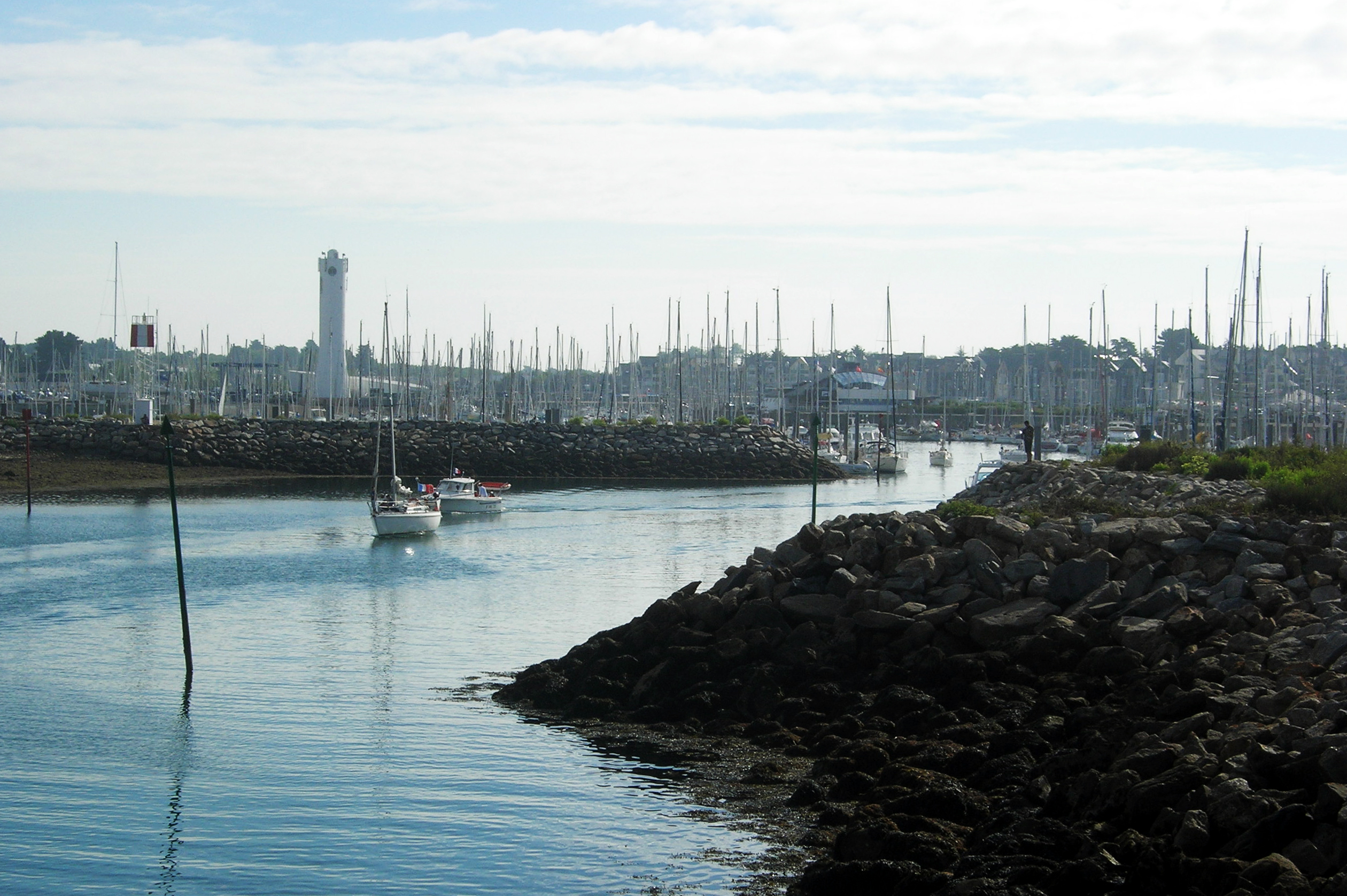
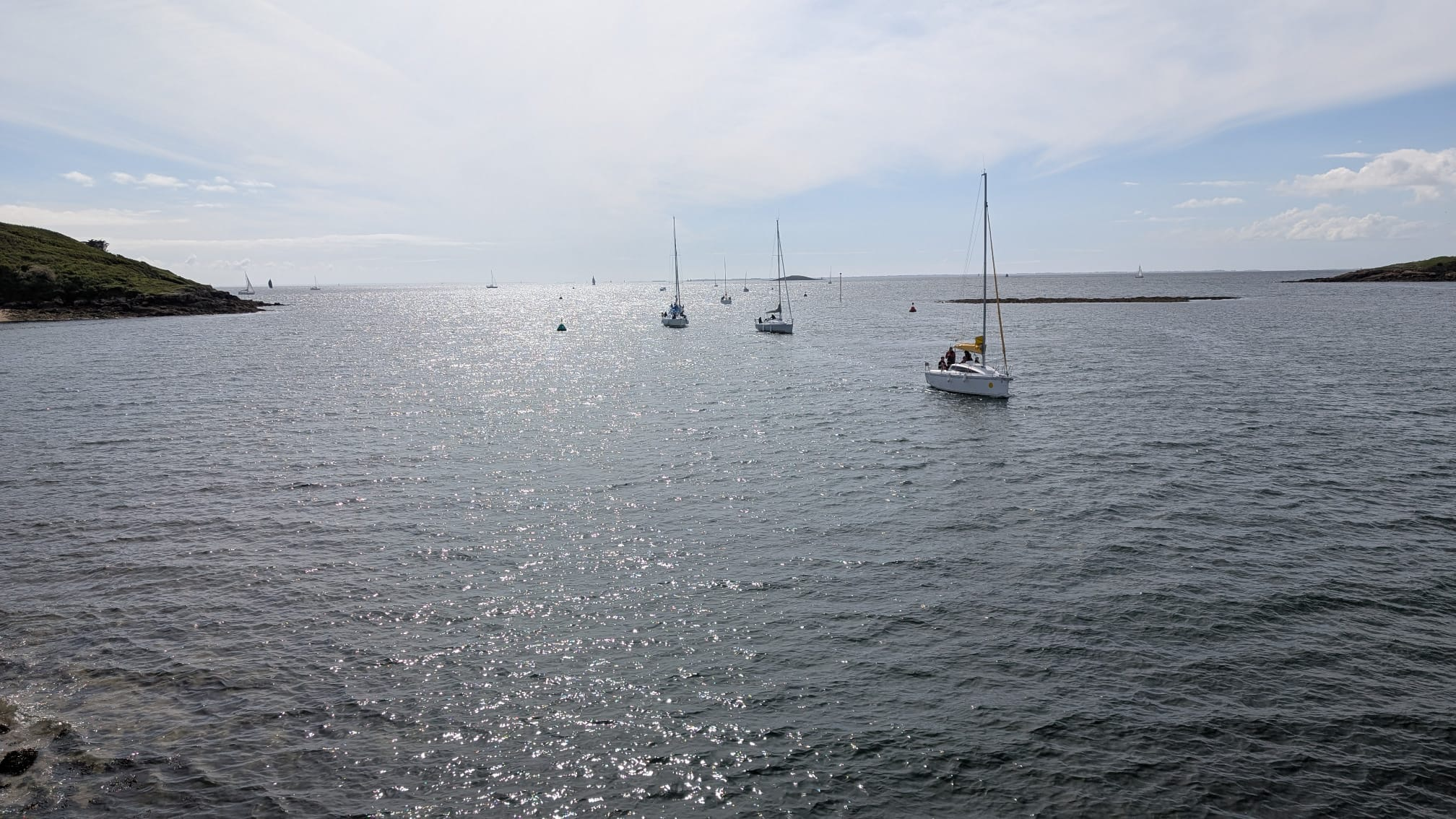
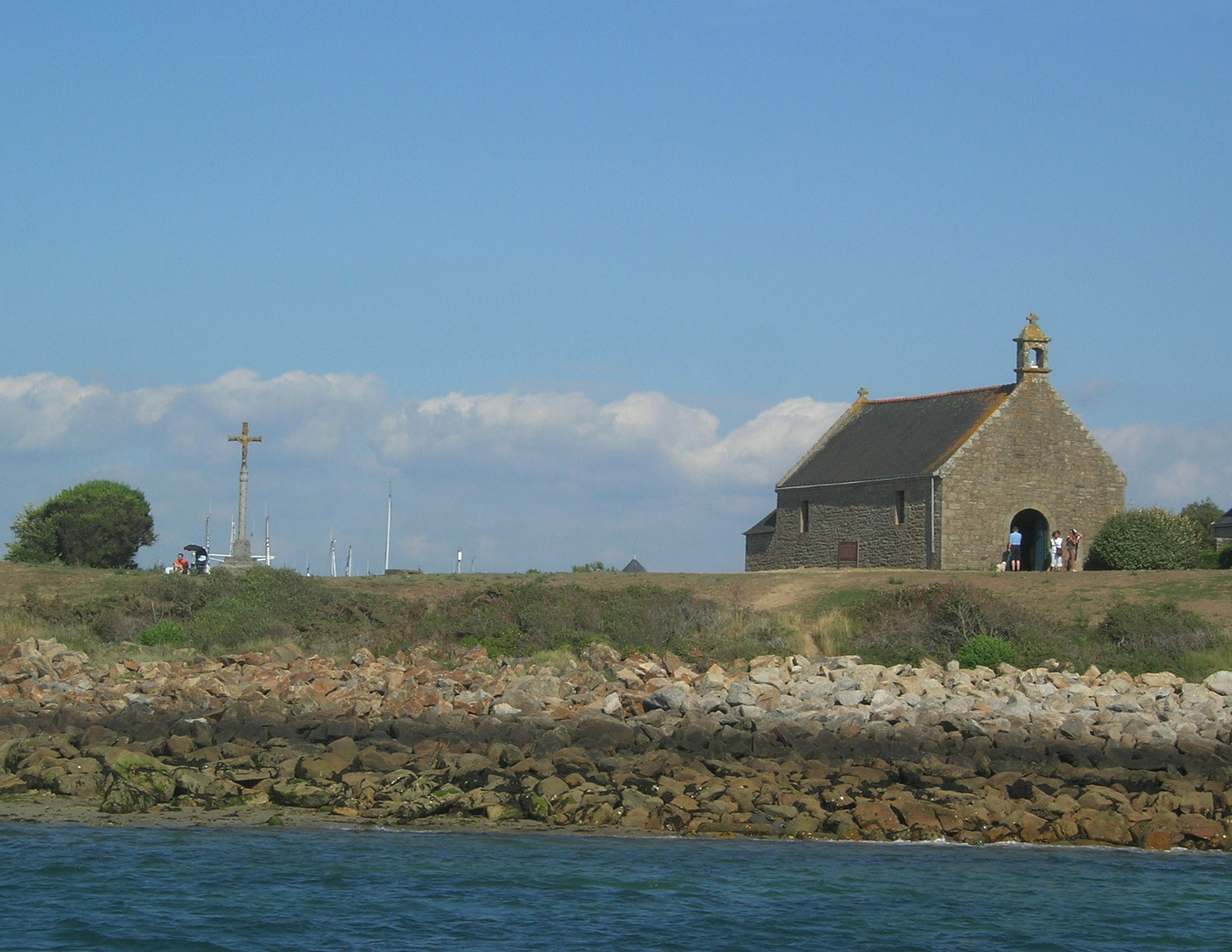
Chapelle du Crouesty
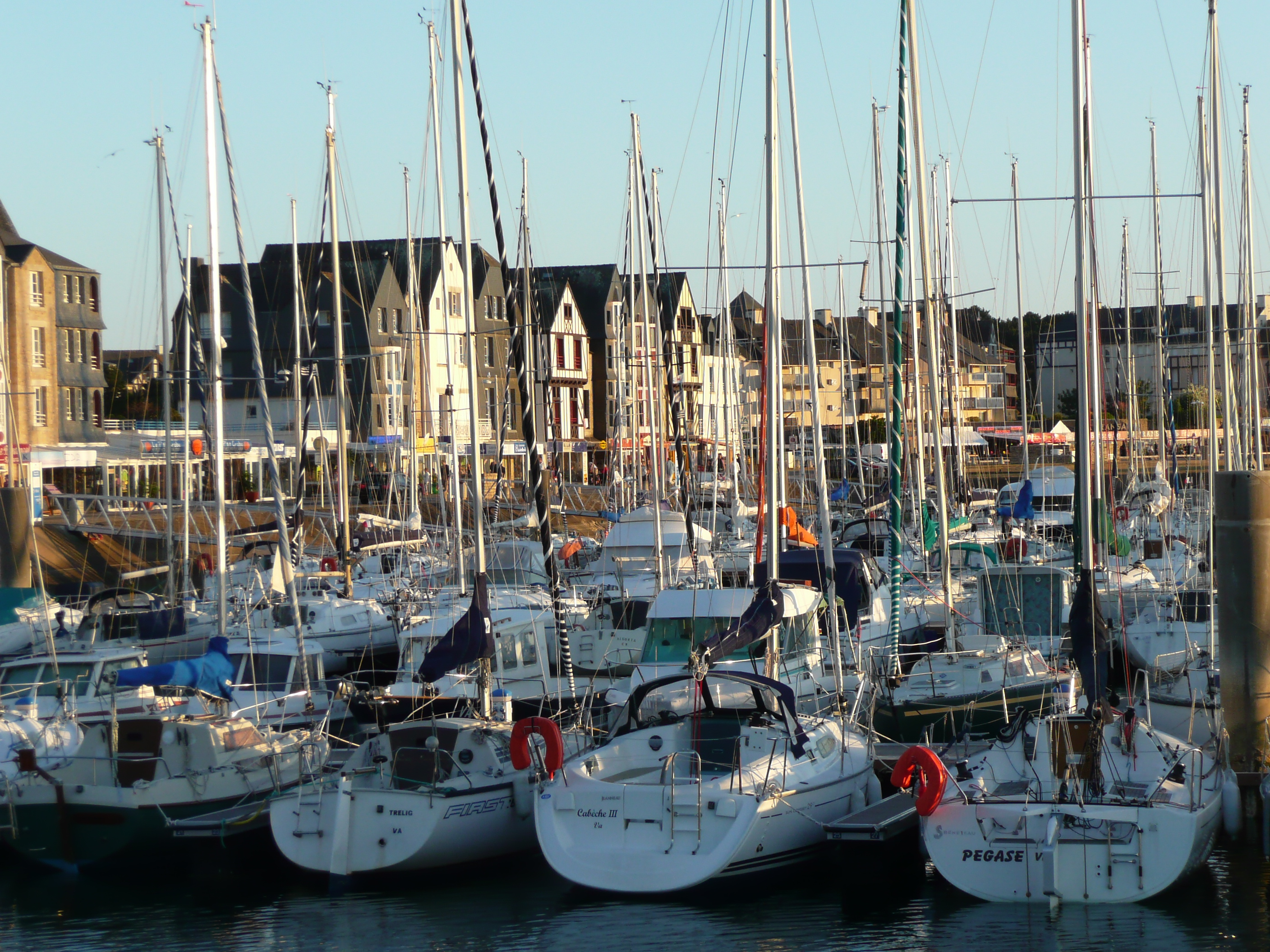
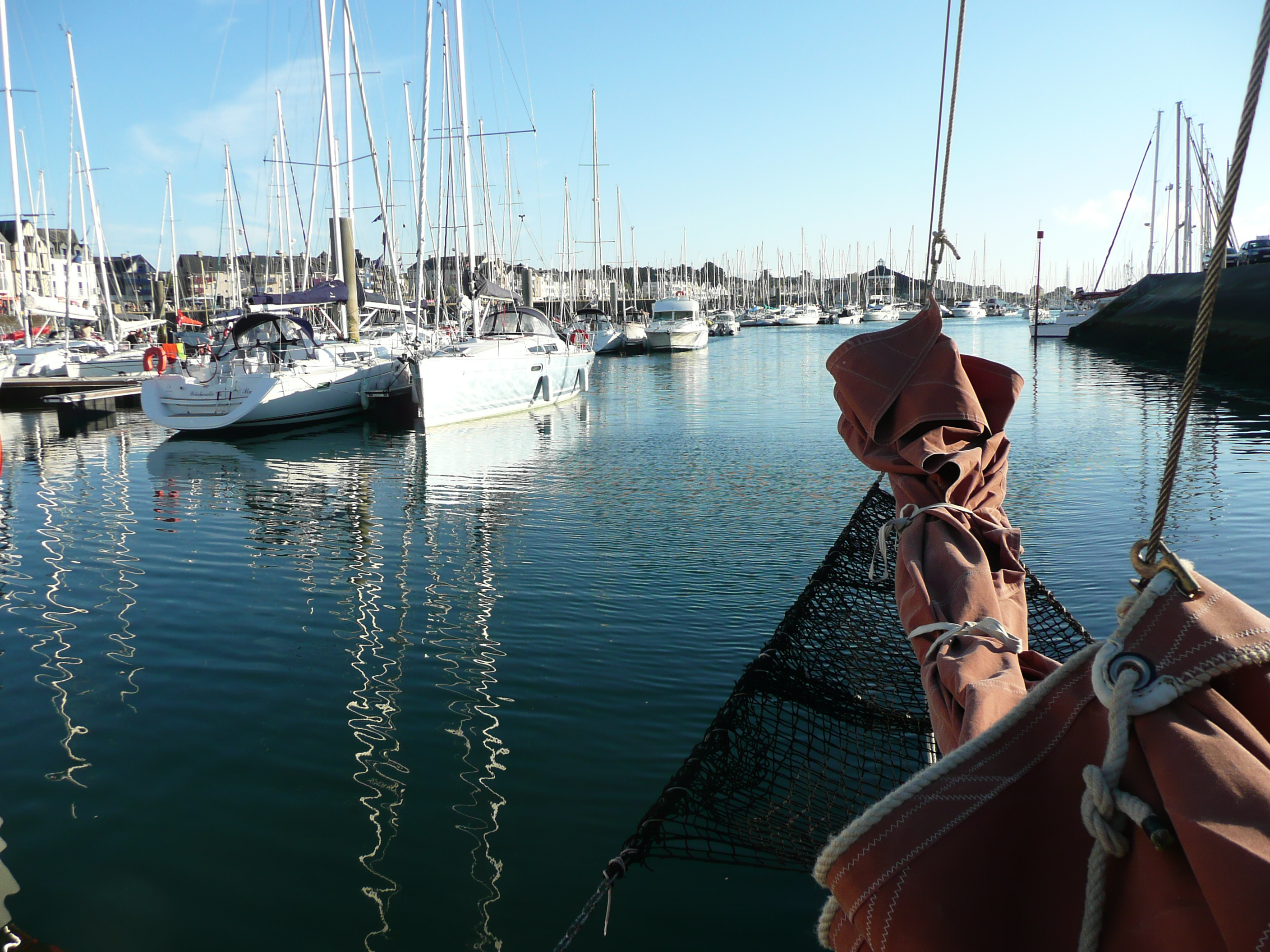
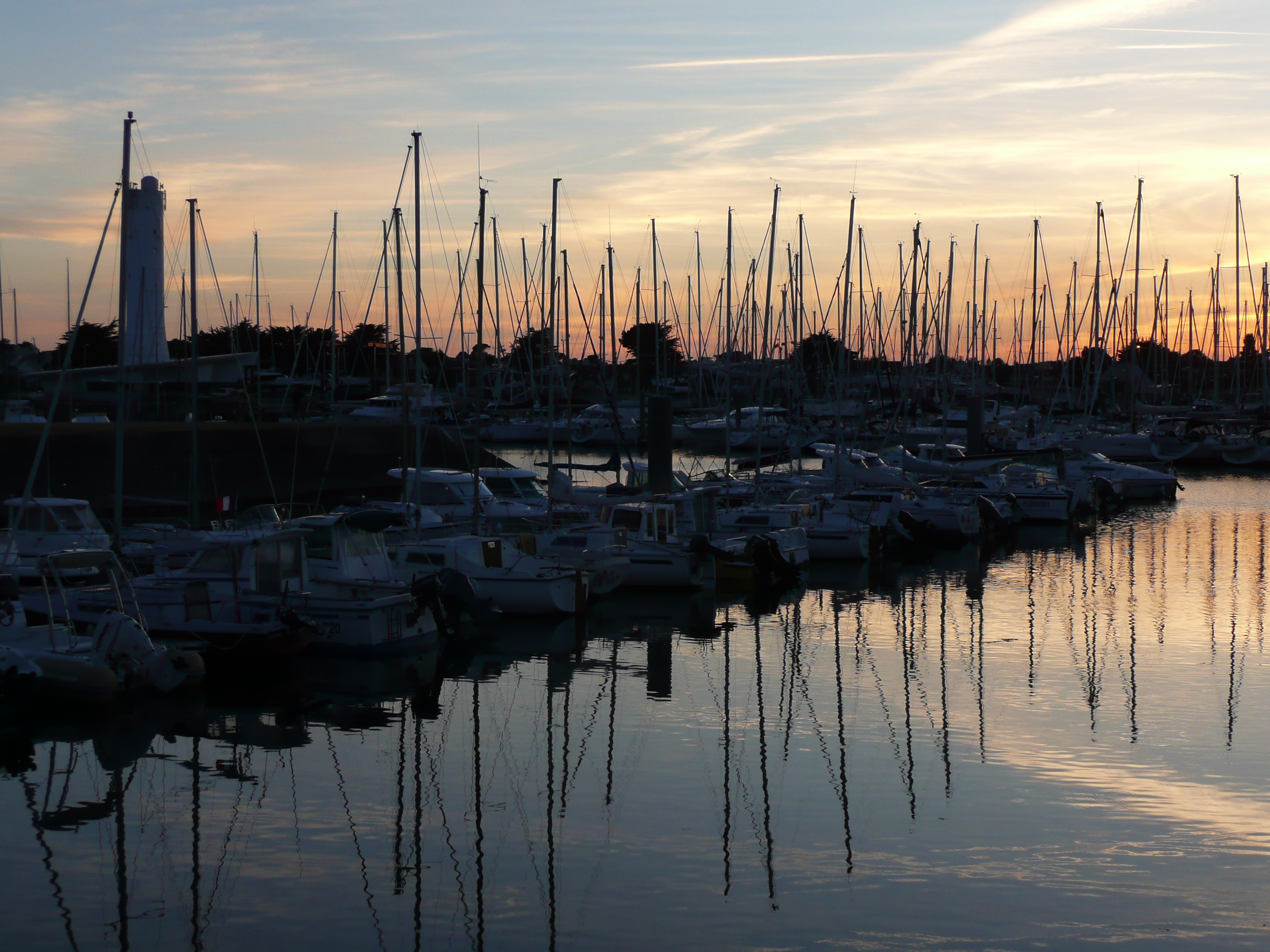
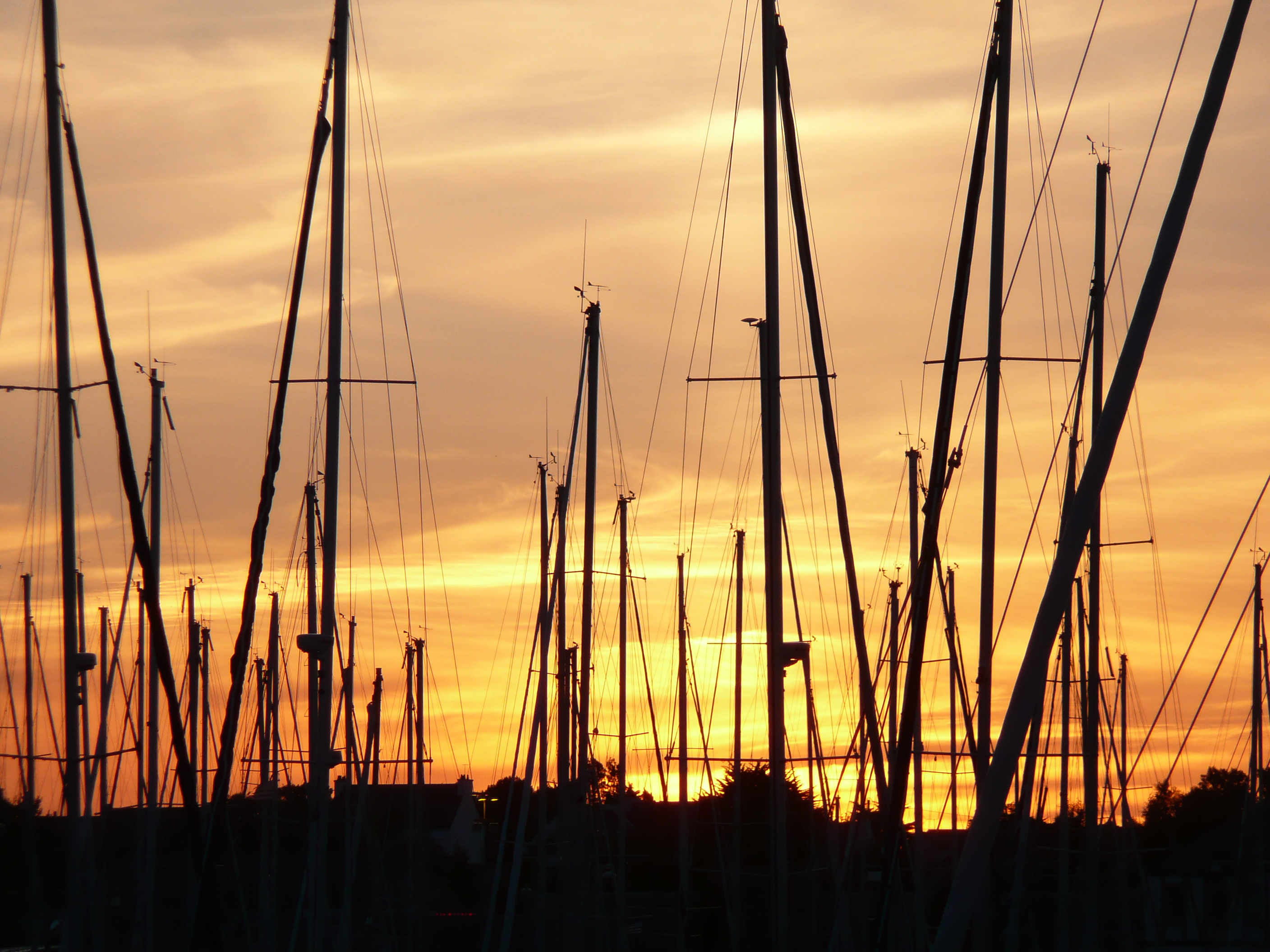
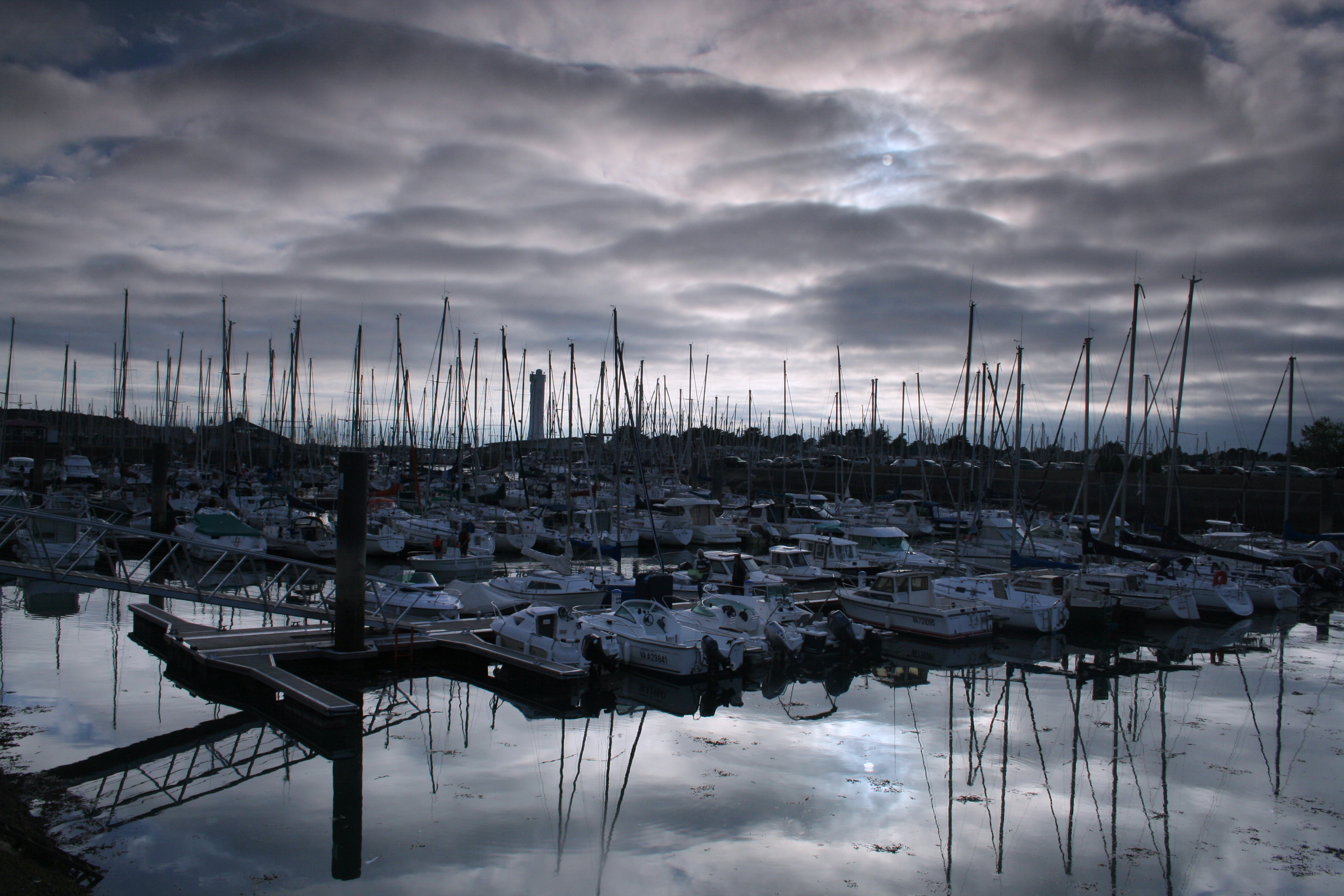
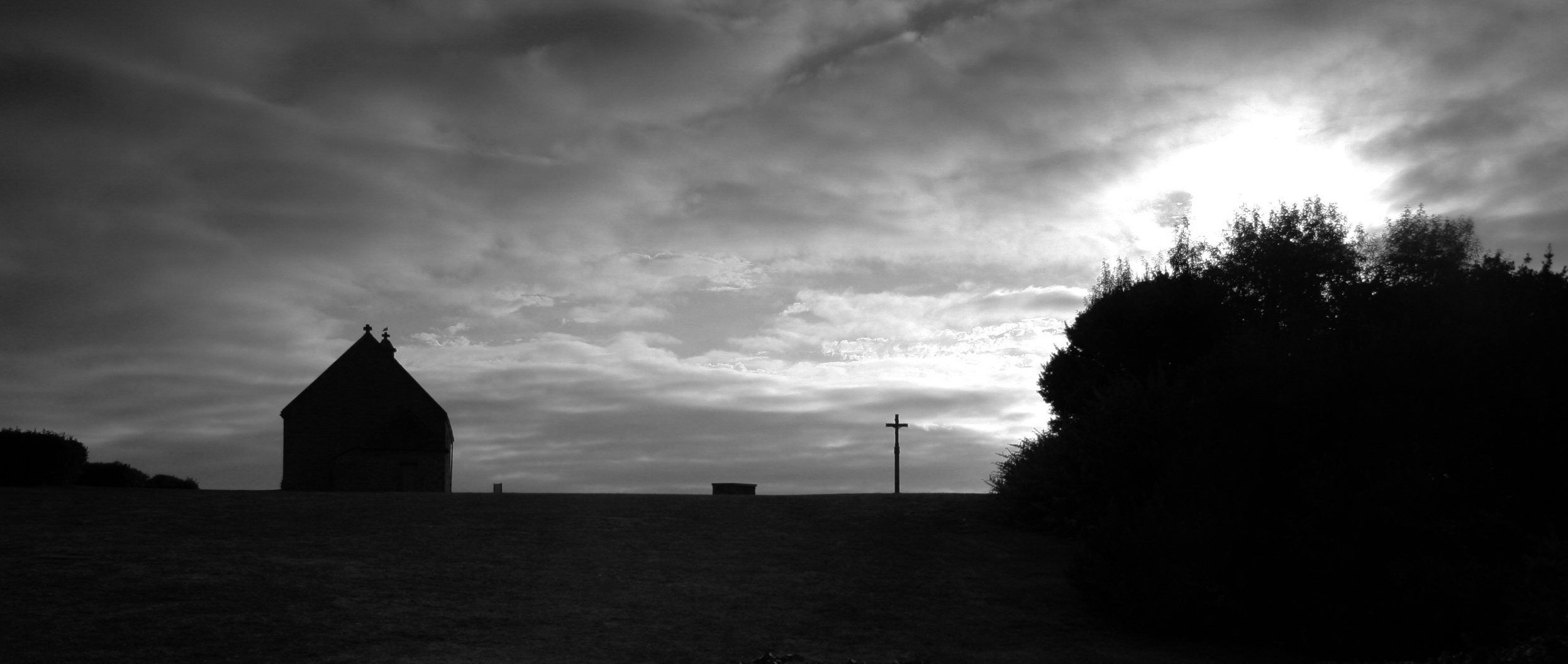
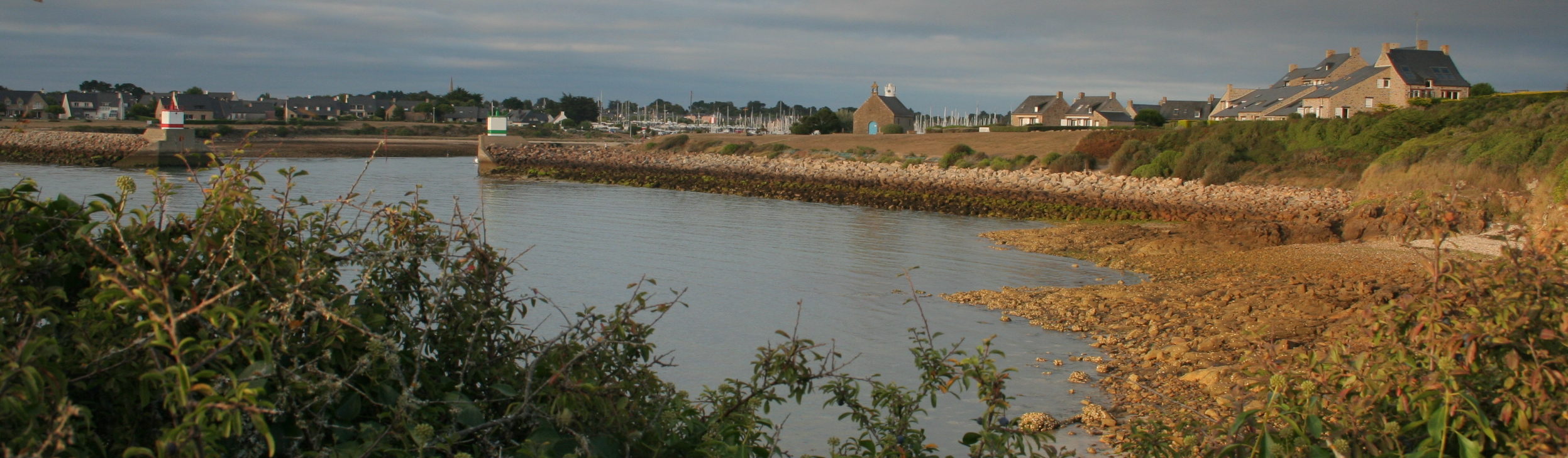